# 1883 no beisebol

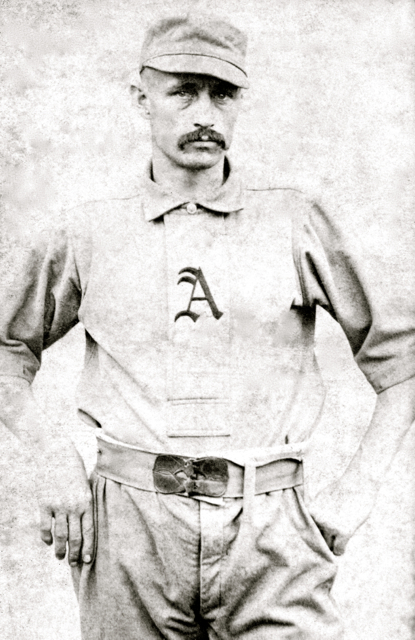
Harry Stovey, foi o líder em home runs da Associação Americana com 14.

Esta é uma lista de eventos no mundo do beisebol durante o ano de 1883.

## Campeões
- National League: Boston Beaneaters
- American Association: Philadelphia Athletics
- Inter-State League: Brooklyn Atlantics
- Northwestern League: Toledo Blue Stockings

Inter-league playoff:  Philadelphia (AA) se negou a jogar com o Boston (NL)

## National League- Times e aproveitamento
| Time                    | Vitórias | Derrotas |
| ----------------------- | -------- | -------- |
| Boston Beaneaters       | 63       | 35       |
| Chicago White Stockings | 59       | 39       |
| Providence Grays        | 58       | 40       |
| Cleveland Blues         | 55       | 42       |
| Buffalo Bisons          | 49       | 42       |
| New York Gothams        | 46       | 50       |
| Detroit Wolverines      | 40       | 58       |
| Philadelphia Quakers    | 17       | 81       |

## American Association- Times e aproveitamento
| Time                     | Vitórias | Derrotas |
| ------------------------ | -------- | -------- |
| Philadelphia Athletics   | 66       | 32       |
| St. Louis Browns         | 65       | 33       |
| Cincinnati Red Stockings | 61       | 37       |
| New York Metropolitans   | 54       | 42       |
| Louisville Eclipse       | 52       | 45       |
| Columbus Buckeyes        | 32       | 65       |
| Pittsburg Alleghenys     | 31       | 67       |
| Baltimore Orioles        | 28       | 68       |

## Líderes

### National League
| National League |                      |             |  |
| Tipo            | Nome                 | Estatística |  |
| AVG             | Dan Brouthers BUF    | 37,4%       |  |
| HR              | Buck Ewing NYG       | 10          |  |
| RBI             | Dan Brouthers BUF    | 97          |  |
| Vitórias        | Charles Radbourn PRO | 48          |  |
| ERA             | Jim McCormick CLV    | 1.84        |  |
| Strikeouts      | Jim Whitney BSN      | 345         |  |

### American Association
| American Association |                   |             |  |
| Tipo                 | Nome              | Estatística |  |
| AVG                  | Ed Swartwood PIT  | 35,7%       |  |
| HR                   | Harry Stovey PHA  | 14          |  |
| RBI                  | Charley Jones CIN | 80          |  |
| Vitórias             | Will White CIN    | 43          |  |
| ERA                  | Will White CIN    | 2.09        |  |
| Strikeouts           | Tim Keefe NYP     | 361         |  |

## Nascimentos

### Janeiro–Março
- 1º de janeiro – Eddie Zimmerman
- 3 de janeiro – Buck Hopkins
- 8 de janeiro – Bob Ingersoll
- 27 de janeiro – John McDonald
- 2 de fevereiro – Bill Abstein
- 4 de fevereiro – Doc Miller
- 5 de fevereiro – Dick Scott
- 8 de fevereiro – Joe Cassidy
- 13 de fevereiro – Hal Chase
- 13 de fevereiro – Harl Maggert
- 19 de fevereiro – Harry Curtis
- 25 de fevereiro – Jack Hannifin
- 1º de março – Charlie Pickett
- 4 de março – Chet Spencer
- 10 de março – Glenn Liebhardt
- 17 de março – Oscar Stanage
- 20 de março – Pep Clark
- 29 de março – Rube Dessau

### Abril–Junho
- 4 de abril – Bill Hinchman
- 4 de abril – John Hummel
- 7 de abril – Bill Cooney
- 8 de abril – Shag Shaughnessy
- 10 de abril – Tex Pruiett
- 13 de abril – Mike Simon
- 22 de abril – Carl Vandagrift
- 25 de abril – Russ Ford
- 28 de abril – Harry Gaspar
- 29 de abril – Rube Manning
- 29 de abril – Amby McConnell
- 29 de abril – Bill McGilvray
- 5 de maio – Gene Curtis
- 6 de maio – Ed Karger
- 13 de maio – Jimmy Archer
- 19 de maio – Eddie Files
- 21 de maio – Eddie Grant
- 25 de maio – Heinie Heitmuller
- 6 de junho – Jim St. Vrain
- 10 de junho – Ernie Lindemann
- 16 de junho – Al Mattern
- 16 de junho – Red Waller
- 29 de junho – Doc Martel

### Julho–Setembro
- 5 de julho – Jack Quinn
- 5 de julho – Josh Swindell
- 8 de julho – Ducky Holmes
- 9 de julho – Dave Shean
- 14 de julho – Happy Smith
- 21 de julho – Larry Pape
- 27 de julho – Harry Kane
- 31 de julho – Tommy Madden
- 31 de julho – Red Munson
- 31 de julho – Tuffy Stewart
- 4 de agosto – Lew Moren
- 7 de agosto – Tom Richardson
- 14 de agosto – Bill O'Hara
- 17 de agosto – Walt Justis
- 19 de agosto – George Ferguson
- 21 de agosto – Chief Wilson
- 23 de agosto – Red Downs
- 23 de agosto – Lew Richie
- 25 de agosto – Elmer Brown
- 27 de agosto – Baldy Louden
- 29 de agosto – Jimmie Savage
- 30 de agosto – Bill Brinker
- 30 de agosto – Sam Edmonston
- 31 de agosto – Syd Smith
- 3 de setembro – Art Fromme
- 5 de setembro – Lefty Leifield
- 6 de setembro – Dick Bayless
- 7 de setembro – John Flynn
- 17 de setembro – Leo Hafford
- 18 de setembro – Frank Manush
- 21 de setembro – Bris Lord
- 28 de setembro – Harley Young

### Outubro–Dezembro
- 3 de outubro – Phil Reardon
- 4 de outubro – Harry Ables
- 6 de outubro – Red Morgan
- 7 de outubro – Al Burch
- 7 de outubro – Phil Lewis
- 12 de outubro – Charlie French
- 13 de outubro – Walter Blair
- 13 de outubro – Harry Huston
- 16 de outubro – Lew Groh
- 16 de outubro – Will Harridge
- 16 de outubro – Jim Mullin
- 19 de outubro – Walt Miller
- 20 de outubro – Cuke Barrows
- 22 de outubro – Bill Carrigan
- 28 de outubro – Frank Lange
- 29 de outubro – Del Mason
- 3 de novembro – Ed Lennox
- 5 de novembro  – Otis Johnson
- 11 de novembro  – Harry Billiard
- 16 de novembro  – Rollie Zeider
- 20 de novembro  – Ben Egan
- 20 de novembro – Harry Welchonce
- 26 de novembro – Frank Lobert
- 28 de novembro – Fred Osborn
- 30 de novembro – Ben Houser
- 4 de dezembro – Jim Moroney
- 8 de dezembro – Charlie Wacker
- 10 de dezembro – Jerry Upp
- 10 de dezembro – Jim Stephens
- 17 de dezembro – Rebel Oakes
- 18 de dezembro – Hub Knolls
- 26 de dezembro – Queenie O'Rourke

Data do nascimento desconhecida
- Mike McCormick
- Bill Moriarty

## Mortes
- 17 de abril – John Bergh, 25, receptor do Boston Red Stockings em  1880.
- 5 de julho – Charlie Guth, 27?, arremessou um jogo completo com vitória em sua única partida nas grandes ligas em 1880 pelo Chicago White Stockings.
- 21 de setembro – Dan Collins, 29, campista externo que jogou 10 partidas entre 1874–1876.
- 10 de outubro – Jim Devlin, 34, arremessador do Louisville Grays em 1876–77 e que liderou a NL em jogos, entradas, inícios e strikeouts em sua primeira temporada; banido do beisebol em 1877 devido ao seu envolvimento com partidas arranjadas.